# Список наград и номинаций Дженнифер Лоуренс
Дже́ннифер Ло́уренс (англ. Jennifer Lawrence) — американская актриса, получившая многочисленные награды и номинации за свою карьеру, включая «Оскар», BAFTA, три «Золотых глобуса», четыре «Выбор критиков», две премии Гильдии киноактёров США, семь MTV Movie Awards, пять People’s Choice Awards и восемь Teen Choice Awards.
Лоуренс начала карьеру с второстепенных ролей в нескольких фильмах и сериалах и сыграла свою первую главную роль в ситкоме TBS «Билли Ингвал», принёсший ей премию «Молодой актёр» в номинации «Лучшая роль молодой актрисы в сериале». В 2008 году актриса была удостоена премии Марчелло Мастроянни на 65-м Венецианском кинофестивале за драму «Пылающая равнина». За роль девочки-подростка Ри Долли в независимой драме «Зимняя кость» 20-летняя Дженнифер получила свою первую номинацию на «Оскар» за лучшую женскую роль, став второй самой молодой номинанткой в категории на тот момент. Также актриса получила номинацию «Лучшая женская роль» на премиях «Золотой глобус», BAFTA, Гильдии киноактёров США и «Выбор критиков» и стала лауреатом премии Национального совета кинокритиков США в категории «Прорыв года». За роль Мистик в кинокомиксе «Люди Икс: Первый класс» Лоуренс удостоилась нескольких номинаций, в том числе премий People's Choice Awards и Teen Choice Awards.
За два фильма, вышедших в 2012 году, Лоуренс забрала множество наград. За роль в комедийной драме «Мой парень — псих» она выиграла «Золотой глобус» за лучшую женскую роль в комедии или мюзикле, премию Гильдии киноактёров США за лучшую женскую роль и «Оскар» за лучшую женскую роль, став самой юной лауреаткой в категории. В том же году актриса выиграла премии «Сатурн» за лучшую женскую роль, «Империя» за лучшую женскую роль, MTV за лучшую женскую роль и «Выбор критиков» за лучшую женскую роль в экшн-фильме за роль Китнисс Эвердин в «Голодных играх». Через год роль в чёрной комедии «Афера по-американски» принесла актрисе «Золотой глобус» и BAFTA за лучшую женскую роль второго плана и премию Гильдии киноактёров США за лучший актёрский состав в игровом кино, а также номинаций на премию Гильдии киноактёров США и «Оскар» за лучшую женскую роль второго плана.
С 2013 по 2015 год Лоуренс получила награды и номинации за роль в следующих трёх частях франшизы «Голодные игры», в том числе премию MTV за лучшую женскую роль за «И вспыхнет пламя» и три номинации на «Выбор критиков» за каждый фильм. Роль Китнисс Эвердин попала в Книгу рекордов Гиннесса, а Лоуренс стала кассовой актрисой боевиков всех времён. Роль Мистик в кинокомиксе «Люди Икс: Дни минувшего будущего» принесла актрисе две статуэтки People's Choice Awards в номинациях «Любимая актриса» и «Любимая экшн-актриса». В 2015 году Лоуренс сыграла Джой Мангано в байопике «Джой», принёсшем актрисе третью статуэтку «Золотого глобуса» за лучшую женскую роль в комедии или мюзикле и ещё одну номинацию на «Оскар» за лучшую женскую роль, став самой юной обладательницей четырёх номинаций на «Оскар».

## Премии
| Премия                                      | Год  | Фильм                                                                  | Номинация                                           | Результат | Ист.   |
| ------------------------------------------- | ---- | ---------------------------------------------------------------------- | --------------------------------------------------- | --------- | ------ |
| AACTA                                       | 2013 | «Мой парень — псих»                                                    | Лучшая женская роль                                 | Победа    | [ 10 ] |
| AACTA                                       | 2014 | «Афера по-американски»                                                 | Лучшая женская роль второго плана                   | Победа    | [ 11 ] |
| Оскар                                       | 2011 | «Зимняя кость»                                                         | Лучшая женская роль                                 | Номинация | [ 12 ] |
| Оскар                                       | 2013 | «Мой парень — псих»                                                    | Лучшая женская роль                                 | Победа    | [ 13 ] |
| Оскар                                       | 2014 | «Афера по-американски»                                                 | Лучшая женская роль второго плана                   | Номинация | [ 14 ] |
| Оскар                                       | 2016 | «Джой»                                                                 | Лучшая женская роль                                 | Номинация | [ 15 ] |
| BAFTA                                       | 2013 | «Мой парень — псих»                                                    | Лучшая женская роль                                 | Номинация | [ 16 ] |
| BAFTA                                       | 2014 | «Афера по-американски»                                                 | Лучшая женская роль второго плана                   | Победа    | [ 17 ] |
| Выбор критиков                              | 2011 | «Зимняя кость»                                                         | Лучшая женская роль                                 | Номинация | [ 18 ] |
| Выбор критиков                              | 2011 | «Зимняя кость»                                                         | Лучший новичок                                      | Номинация | [ 18 ] |
| Выбор критиков                              | 2013 | «Мой парень — псих»                                                    | Лучший актёрский состав                             | Победа    | [ 19 ] |
| Выбор критиков                              | 2013 | «Мой парень — псих»                                                    | Лучшая женская роль                                 | Номинация | [ 19 ] |
| Выбор критиков                              | 2013 | «Мой парень — псих»                                                    | Лучшая женская роль в комедии                       | Победа    | [ 19 ] |
| Выбор критиков                              | 2013 | «Голодные игры»                                                        | Лучшая женская роль в экшн-фильме                   | Победа    | [ 19 ] |
| Выбор критиков                              | 2014 | «Афера по-американски»                                                 | Лучший актёрский состав                             | Победа    | [ 20 ] |
| Выбор критиков                              | 2014 | «Афера по-американски»                                                 | Лучшая женская роль второго плана                   | Номинация | [ 20 ] |
| Выбор критиков                              | 2014 | «Голодные игры: И вспыхнет пламя»                                      | Лучшая женская роль в экшн-фильме                   | Номинация | [ 20 ] |
| Выбор критиков                              | 2015 | «Голодные игры: Сойка-пересмешница. Часть 1»                           | Лучшая женская роль в экшн-фильме                   | Номинация | [ 21 ] |
| Выбор критиков                              | 2016 | «Голодные игры: Сойка-пересмешница. Часть 2»                           | Лучшая женская роль в экшн-фильме                   | Номинация | [ 22 ] |
| Выбор критиков                              | 2016 | «Джой»                                                                 | Лучшая женская роль                                 | Номинация | [ 22 ] |
| Выбор критиков                              | 2016 | «Джой»                                                                 | Лучшая женская роль в комедии                       | Номинация | [ 22 ] |
| Выбор критиков                              | 2022 | «Не смотрите наверх»                                                   | Лучший актёрский состав                             | Номинация | [ 23 ] |
| Выбор критиков                              | 2022 | «Не смотрите наверх»                                                   | Лучшая женская роль в научно-фантастическом фильме  | Номинация | [ 24 ] |
| Выбор критиков                              | 2024 | «Без обид»                                                             | Лучшая комедия                                      | Номинация | [ 25 ] |
| Дориан                                      | 2012 | «Мой парень — псих»                                                    | Лучшая женская роль                                 | Номинация | [ 26 ] |
| Империя                                     | 2011 | «Зимняя кость»                                                         | Лучший дебют                                        | Номинация | [ 27 ] |
| Империя                                     | 2013 | «Голодные игры»                                                        | Лучшая женская роль                                 | Победа    | [ 28 ] |
| Империя                                     | 2014 | «Голодные игры: И вспыхнет пламя»                                      | Лучшая женская роль                                 | Номинация | [ 29 ] |
| Империя                                     | 2014 | «Афера по-американски»                                                 | Лучшая женская роль второго плана                   | Номинация | [ 29 ] |
| Империя                                     | 2016 | «Голодные игры: Сойка-пересмешница. Часть 2»                           | Лучшая женская роль                                 | Номинация | [ 30 ] |
| Золотой глобус                              | 2011 | «Зимняя кость»                                                         | Лучшая женская роль в драме                         | Номинация | [ 31 ] |
| Золотой глобус                              | 2013 | «Мой парень — псих»                                                    | Лучшая женская роль в мюзикле или комедии           | Победа    | [ 32 ] |
| Золотой глобус                              | 2014 | «Афера по-американски»                                                 | Лучшая женская роль второго плана                   | Победа    | [ 33 ] |
| Золотой глобус                              | 2016 | «Джой»                                                                 | Лучшая женская роль в мюзикле или комедии           | Победа    | [ 34 ] |
| Золотой глобус                              | 2022 | «Не смотрите наверх»                                                   | Лучшая женская роль в мюзикле или комедии           | Номинация | [ 35 ] |
| Золотой глобус                              | 2024 | «Без обид»                                                             | Лучшая женская роль в мюзикле или комедии           | Номинация | [ 36 ] |
| Золотая малина                              | 2018 | «Мама!»                                                                | Худшая женская роль                                 | Номинация | [ 37 ] |
| Готэм                                       | 2010 | «Зимняя кость»                                                         | Лучший актёрский состав                             | Победа    | [ 38 ] |
| Готэм                                       | 2010 | «Зимняя кость»                                                         | Прорыв года                                         | Номинация | [ 38 ] |
| Готэм                                       | 2012 | «Мой парень — псих»                                                    | Лучший актёрский состав                             | Номинация | [ 39 ] |
| Книга рекордов Гиннесса                     | 2015 | Китнисс Эвердин                                                        | Самая кассовая героиня боевиков                     | Победа    | [ 40 ] |
| Hollywood Film Awards                       | 2010 | «Зимняя кость»                                                         | Новая голливудская премия                           | Победа    | [ 41 ] |
| Независимый дух                             | 2010 | «Зимняя кость»                                                         | Лучшая женская роль                                 | Номинация | [ 42 ] |
| Независимый дух                             | 2012 | «Мой парень — псих»                                                    | Лучшая женская роль                                 | Победа    | [ 43 ] |
| IFTA                                        | 2010 | «Зимняя кость»                                                         | Лучшая международная женская роль                   | Номинация | [ 44 ] |
| IFTA                                        | 2012 | «Мой парень — псих»                                                    | Лучшая международная женская роль                   | Номинация | [ 45 ] |
| Кинофестиваль в Лос-Анджелесе               | 2008 | «Дом покера»                                                           | Лучшая женская роль                                 | Победа    | [ 46 ] |
| MTV Movie Awards                            | 2012 | «Голодные игры»                                                        | Лучшая женская роль                                 | Победа    | [ 47 ] |
| MTV Movie Awards                            | 2012 | «Голодные игры»                                                        | Лучший бой                                          | Победа    | [ 47 ] |
| MTV Movie Awards                            | 2012 | «Голодные игры»                                                        | Лучший киногерой                                    | Номинация | [ 47 ] |
| MTV Movie Awards                            | 2012 | «Голодные игры»                                                        | Лучший поцелуй                                      | Номинация | [ 47 ] |
| MTV Movie Awards                            | 2012 | «Голодные игры»                                                        | Лучший актёрский состав                             | Номинация | [ 47 ] |
| MTV Movie Awards                            | 2013 | «Мой парень — псих»                                                    | Лучшая женская роль                                 | Победа    | [ 48 ] |
| MTV Movie Awards                            | 2013 | «Мой парень — псих»                                                    | Лучший поцелуй                                      | Победа    | [ 48 ] |
| MTV Movie Awards                            | 2013 | «Мой парень — псих»                                                    | Лучший музыкальный момент                           | Номинация | [ 48 ] |
| MTV Movie Awards                            | 2013 | «Мой парень — псих»                                                    | Лучший экранный дуэт                                | Номинация | [ 48 ] |
| MTV Movie Awards                            | 2013 | «Дом в конце улицы»                                                    | Лучший испуг                                        | Номинация | [ 48 ] |
| MTV Movie Awards                            | 2014 | «Афера по-американски»                                                 | Лучший поцелуй                                      | Номинация | [ 49 ] |
| MTV Movie Awards                            | 2014 | «Афера по-американски»                                                 | Лучший музыкальный момент                           | Номинация | [ 49 ] |
| MTV Movie Awards                            | 2014 | «Голодные игры: И вспыхнет пламя»                                      | Лучшая женская роль                                 | Победа    | [ 49 ] |
| MTV Movie Awards                            | 2014 | «Голодные игры: И вспыхнет пламя»                                      | Лучший бой                                          | Номинация | [ 49 ] |
| MTV Movie Awards                            | 2014 | «Голодные игры: И вспыхнет пламя»                                      | Любимый персонаж                                    | Номинация | [ 49 ] |
| MTV Movie Awards                            | 2015 | «Голодные игры: Сойка-пересмешница. Часть 1»                           | Лучшая женская роль                                 | Номинация | [ 50 ] |
| MTV Movie Awards                            | 2015 | «Голодные игры: Сойка-пересмешница. Часть 1»                           | Лучший музыкальный момент                           | Победа    | [ 50 ] |
| MTV Movie Awards                            | 2015 | «Голодные игры: Сойка-пересмешница. Часть 1»                           | Лучший герой                                        | Номинация | [ 50 ] |
| MTV Movie Awards                            | 2016 | «Джой»                                                                 | Лучшая женская роль                                 | Номинация | [ 51 ] |
| MTV Movie Awards                            | 2016 | «Голодные игры: Сойка-пересмешница. Часть 2»                           | Лучшая экшн-роль                                    | Номинация | [ 51 ] |
| MTV Movie Awards                            | 2016 | «Голодные игры: Сойка-пересмешница. Часть 2»                           | Лучший актёрский ансамбль                           | Номинация | [ 51 ] |
| MTV Movie Awards                            | 2016 | «Голодные игры: Сойка-пересмешница. Часть 2»                           | Лучший герой                                        | Победа    | [ 51 ] |
| Национальный совет кинокритиков США         | 2010 | «Зимняя кость»                                                         | Прорыв года                                         | Победа    | [ 52 ] |
| Nickelodeon Kids’ Choice Awards             | 2013 | «Голодные игры»                                                        | Любимая киноактриса                                 | Номинация | [ 53 ] |
| Nickelodeon Kids’ Choice Awards             | 2013 | «Голодные игры»                                                        | Любимая надирательница задниц                       | Номинация | [ 53 ] |
| Nickelodeon Kids’ Choice Awards             | 2014 | «Голодные игры: И вспыхнет пламя»                                      | Любимая киноактриса                                 | Победа    | [ 54 ] |
| Nickelodeon Kids’ Choice Awards             | 2014 | «Голодные игры: И вспыхнет пламя»                                      | Любимая надирательница задниц                       | Победа    | [ 54 ] |
| Nickelodeon Kids’ Choice Awards             | 2015 | «Голодные игры: Сойка-пересмешница. Часть 1»                           | Любимая экшн-актриса                                | Победа    | [ 55 ] |
| Nickelodeon Kids’ Choice Awards             | 2016 | «Голодные игры: Сойка-пересмешница. Часть 2»                           | Любимая киноактриса                                 | Победа    | [ 56 ] |
| Nickelodeon Kids’ Choice Awards             | 2017 | «Люди Икс: Апокалипсис»                                                | Любимая надирательница задниц                       | Номинация | [ 57 ] |
| Международный кинофестиваль в Палм-Спрингс  | 2010 | «Зимняя кость»                                                         | Восходящая звезда                                   | Победа    | [ 58 ] |
| Международный кинофестиваль в Палм-Спрингс  | 2013 | «Афера по-американски»                                                 | Лучший актёрский состав                             | Победа    | [ 59 ] |
| People’s Choice Awards                      | 2012 | «Люди Икс: Первый класс»                                               | Любимый актёрский состав                            | Номинация | [ 60 ] |
| People’s Choice Awards                      | 2012 | «Люди Икс: Первый класс»                                               | Любимый супергерой                                  | Номинация | [ 60 ] |
| People’s Choice Awards                      | 2013 | «Голодные игры»                                                        | Любимая актриса                                     | Победа    | [ 61 ] |
| People’s Choice Awards                      | 2013 | «Голодные игры»                                                        | Любимое лицо героизма                               | Победа    | [ 61 ] |
| People’s Choice Awards                      | 2013 | «Голодные игры»                                                        | Любимая экранная химия                              | Победа    | [ 61 ] |
| People’s Choice Awards                      | 2015 | «Люди Икс: Дни минувшего будущего»                                     | Любимая актриса                                     | Победа    | [ 62 ] |
| People’s Choice Awards                      | 2015 | «Люди Икс: Дни минувшего будущего»                                     | Любимая экшн-актриса                                | Победа    | [ 62 ] |
| People’s Choice Awards                      | 2017 | «Люди Икс: Апокалипсис»                                                | Любимая актриса                                     | Победа    | [ 63 ] |
| People’s Choice Awards                      | 2017 | «Люди Икс: Апокалипсис»                                                | Любимая экшн-актриса                                | Номинация | [ 63 ] |
| People’s Choice Awards                      | 2018 | «Красный воробей»                                                      | Звезда драматического кино 2018 года                | Номинация | [ 64 ] |
| People’s Choice Awards                      | 2018 | «Красный воробей»                                                      | Лучшая женская роль 2018 года                       | Номинация | [ 64 ] |
| Международный кинофестиваль в Санта-Барбаре | 2012 | «Мой парень — псих»                                                    | Прорыв года                                         | Победа    | [ 65 ] |
| Спутник                                     | 2010 | «Зимняя кость»                                                         | Лучшая женская роль в драме                         | Номинация | [ 66 ] |
| Спутник                                     | 2012 | «Мой парень — псих»                                                    | Лучшая женская роль                                 | Победа    | [ 67 ] |
| Спутник                                     | 2013 | «Афера по-американски»                                                 | Лучшая женская роль второго плана                   | Номинация | [ 68 ] |
| Сатурн                                      | 2012 | «Голодные игры»                                                        | Лучшая женская роль                                 | Победа    | [ 69 ] |
| Сатурн                                      | 2013 | «Голодные игры: И вспыхнет пламя»                                      | Лучшая женская роль                                 | Номинация | [ 70 ] |
| Сатурн                                      | 2014 | «Голодные игры: Сойка-пересмешница. Часть 1»                           | Лучшая женская роль                                 | Номинация | [ 71 ] |
| Сатурн                                      | 2017 | «Пассажиры»                                                            | Лучшая женская роль                                 | Номинация | [ 72 ] |
| Гильдия киноактёров США                     | 2011 | «Зимняя кость»                                                         | Лучшая женская роль                                 | Номинация | [ 73 ] |
| Гильдия киноактёров США                     | 2013 | «Мой парень — псих»                                                    | Лучший актёрский состав                             | Номинация | [ 74 ] |
| Гильдия киноактёров США                     | 2013 | «Мой парень — псих»                                                    | Лучшая женская роль                                 | Победа    | [ 74 ] |
| Гильдия киноактёров США                     | 2014 | «Афера по-американски»                                                 | Лучший актёрский состав                             | Победа    | [ 75 ] |
| Гильдия киноактёров США                     | 2014 | «Афера по-американски»                                                 | Лучшая женская роль второго плана                   | Номинация | [ 75 ] |
| Гильдия киноактёров США                     | 2022 | «Не смотрите наверх»                                                   | Лучший актёрский состав                             | Номинация | [ 76 ] |
| Международный кинофестиваль в Сиэтле        | 2010 | «Зимняя кость»                                                         | Лучшая женская роль                                 | Победа    | [ 77 ] |
| Spike Guys’s Choice Awards                  | 2013 | Дженнифер Лоуренс                                                      | Женщина года                                        | Победа    | [ 78 ] |
| Международный кинофестиваль в Стокгольме    | 2010 | «Зимняя кость»                                                         | Лучшая женская роль                                 | Победа    | [ 79 ] |
| Teen Choice Awards                          | 2011 | «Люди Икс: Первый класс»                                               | Choice Movie: Женский прорыв года                   | Номинация | [ 80 ] |
| Teen Choice Awards                          | 2011 | «Люди Икс: Первый класс»                                               | Choice Movie: Химия                                 | Номинация | [ 80 ] |
| Teen Choice Awards                          | 2012 | «Голодные игры»                                                        | Choice Movie: Актриса научно-фантастического фильма | Победа    | [ 81 ] |
| Teen Choice Awards                          | 2012 | «Голодные игры»                                                        | Choice Movie: Химия                                 | Победа    | [ 81 ] |
| Teen Choice Awards                          | 2012 | «Голодные игры»                                                        | Choice Movie: Поцелуй                               | Победа    | [ 81 ] |
| Teen Choice Awards                          | 2014 | «Афера по-американски»                                                 | Choice Movie: Драматическая актриса                 | Номинация | [ 82 ] |
| Teen Choice Awards                          | 2014 | «Голодные игры: И вспыхнет пламя» и «Люди Икс: Дни минувшего будущего» | Choice Movie: Актриса научно-фантастического фильма | Победа    | [ 82 ] |
| Teen Choice Awards                          | 2014 | «Голодные игры: И вспыхнет пламя»                                      | Choice Movie: Поцелуй                               | Номинация | [ 82 ] |
| Teen Choice Awards                          | 2015 | «Голодные игры: Сойка-пересмешница. Часть 1»                           | Choice Movie: Актриса научно-фантастического фильма | Победа    | [ 83 ] |
| Teen Choice Awards                          | 2015 | «Голодные игры: Сойка-пересмешница. Часть 1»                           | Choice Movie: Поцелуй                               | Номинация | [ 83 ] |
| Teen Choice Awards                          | 2016 | «Голодные игры: Сойка-пересмешница. Часть 2»                           | Choice Movie: Актриса научно-фантастического фильма | Победа    | [ 84 ] |
| Teen Choice Awards                          | 2016 | «Голодные игры: Сойка-пересмешница. Часть 2»                           | Choice Movie: Химия                                 | Номинация | [ 85 ] |
| Teen Choice Awards                          | 2016 | «Голодные игры: Сойка-пересмешница. Часть 2»                           | Choice Movie: Поцелуй                               | Победа    | [ 85 ] |
| Teen Choice Awards                          | 2016 | «Джой»                                                                 | Choice Movie: Драматическая актриса                 | Победа    | [ 84 ] |
| Кинофестиваль в Турине                      | 2010 | «Зимняя кость»                                                         | Лучшая женская роль                                 | Победа    | [ 86 ] |
| Венецианский кинофестиваль                  | 2008 | «Пылающая равнина»                                                     | Премии Марчелло Мастроянни за прорыв года           | Победа    | [ 87 ] |

## Ассоциации кинокритиков
| Год  | Фильм                                        | Ассоциация                                   | Номинация                                                                            | Результат | Ист.    |
| ---- | -------------------------------------------- | -------------------------------------------- | ------------------------------------------------------------------------------------ | --------- | ------- |
| 2010 | «Зимняя кость»                               | Альянс женщин-киножурналистов                | Прорыв года                                                                          | Победа    | [ 88 ]  |
| 2010 | «Зимняя кость»                               | Ассоциация кинокритиков Чикаго               | Наиболее многообещающая актриса                                                      | Победа    | [ 89 ]  |
| 2010 | «Зимняя кость»                               | Общество кинокритиков Детройта               | Лучшая женская роль                                                                  | Победа    | [ 90 ]  |
| 2010 | «Зимняя кость»                               | Общество кинокритиков Детройта               | Прорыв года                                                                          | Победа    | [ 90 ]  |
| 2010 | «Зимняя кость»                               | Общество кинокритиков Детройта               | Лучший актёрский состав                                                              | Победа    | [ 90 ]  |
| 2010 | «Зимняя кость»                               | Круг кинокритиков Дублина                    | Лучшая женская роль                                                                  | Победа    | [ 91 ]  |
| 2010 | «Зимняя кость»                               | Круг кинокритиков Дублина                    | Прорыв года                                                                          | Победа    | [ 91 ]  |
| 2010 | «Зимняя кость»                               | Общество кинокритиков Флориды                | Премия Полин Кейл за прорыв года                                                     | Победа    | [ 92 ]  |
| 2010 | «Зимняя кость»                               | Ассоциация кинокритиков Торонто              | Лучшая женская роль                                                                  | Победа    | [ 93 ]  |
| 2010 | «Зимняя кость»                               | Круг кинокритиков Ванкувера                  | Лучшая женская роль                                                                  | Победа    | [ 94 ]  |
| 2010 | «Зимняя кость»                               | Ассоциация кинокритиков Вашингтона           | Лучшая женская роль                                                                  | Победа    | [ 95 ]  |
| 2010 | «Зимняя кость»                               | Ассоциация кинокритиков Далласа – Форт-Уэрта | Лучшая женская роль                                                                  | 2-е место | [ 96 ]  |
| 2010 | «Зимняя кость»                               | Ассоциация кинокритиков Лос-Анджелеса        | Лучшая женская роль                                                                  | 2-е место | [ 97 ]  |
| 2010 | «Зимняя кость»                               | Ассоциация кинокритиков Сент-Луиса           | Лучшая женская роль                                                                  | 2-е место | [ 98 ]  |
| 2010 | «Зимняя кость»                               | Альянс женщин-киножурналистов                | Лучшая женская роль                                                                  | Номинация | [ 88 ]  |
| 2010 | «Зимняя кость»                               | Альянс женщин-киножурналистов                | Лучший актёрский состав                                                              | Номинация | [ 88 ]  |
| 2010 | «Зимняя кость»                               | Альянс женщин-киножурналистов                | Незабываемый момент                                                                  | Номинация | [ 88 ]  |
| 2010 | «Зимняя кость»                               | Ассоциация кинокритиков Чикаго               | Лучшая женская роль                                                                  | Номинация | [ 89 ]  |
| 2010 | «Зимняя кость»                               | Общество кинокритиков Хьюстона               | Лучшая женская роль                                                                  | Номинация | [ 99 ]  |
| 2010 | «Зимняя кость»                               | Лондонский кружок кинокритиков               | Лучшая женская роль                                                                  | Номинация | [ 100 ] |
| 2010 | «Зимняя кость»                               | Общество онлайн-кинокритиков                 | Лучшая женская роль                                                                  | Номинация | [ 101 ] |
| 2010 | «Зимняя кость»                               | Общество кинокритиков Сан-Диего              | Лучшая женская роль                                                                  | Номинация | [ 102 ] |
| 2010 | «Зимняя кость»                               | Общество кинокритиков Сан-Диего              | Лучший актёрский состав                                                              | Номинация | [ 102 ] |
| 2013 | «Мой парень — псих»                          | Альянс женщин-киножурналистов                | Лучший актёрский состав                                                              | Победа    | [ 103 ] |
| 2013 | «Мой парень — псих»                          | Ассоциация кинокритиков Остина               | Лучшая женская роль                                                                  | Победа    | [ 104 ] |
| 2013 | «Мой парень — псих»                          | Общество кинокритиков Детройта               | Лучшая женская роль                                                                  | Победа    | [ 105 ] |
| 2013 | «Мой парень — псих»                          | Общество кинокритиков Хьюстона               | Лучшая женская роль                                                                  | Победа    | [ 106 ] |
| 2013 | «Мой парень — псих»                          | Ассоциация кинокритиков Лос-Анджелеса        | Лучшая женская роль                                                                  | Победа    | [ 107 ] |
| 2013 | «Мой парень — псих»                          | Ассоциация кинокритиков Далласа и Форт–Уэрта | Лучшая женская роль                                                                  | 2-е место | [ 108 ] |
| 2013 | «Мой парень — псих»                          | Национальное общество кинокритиков США       | Лучшая женская роль                                                                  | 2-е место | [ 109 ] |
| 2013 | «Мой парень — псих»                          | Сообщество кинокритиков Нью-Йорка            | Лучшая женская роль                                                                  | 2-е место | [ 110 ] |
| 2013 | «Мой парень — псих»                          | Ассоциация кинокритиков Сент-Луиса           | Лучшая женская роль                                                                  | 2-е место | [ 111 ] |
| 2013 | «Мой парень — псих»                          | Круг кинокритиков Дублина                    | Лучшая женская роль                                                                  | 3-е место | [ 112 ] |
| 2013 | «Мой парень — псих»                          | Ассоциация кинокритиков Чикаго               | Лучшая женская роль                                                                  | Номинация | [ 113 ] |
| 2013 | «Мой парень — псих»                          | Общество кинокритиков Детройта               | Лучший актёрский состав                                                              | Номинация | [ 105 ] |
| 2013 | «Мой парень — псих»                          | Круг кинокритиков Лондона                    | Лучшая женская роль                                                                  | Номинация | [ 114 ] |
| 2013 | «Мой парень — псих»                          | Общество онлайн-кинокритиков                 | Лучшая женская роль                                                                  | Номинация | [ 115 ] |
| 2013 | «Мой парень — псих»                          | Общество кинокритиков Сан-Диего              | Лучшая женская роль                                                                  | Номинация | [ 116 ] |
| 2013 | «Мой парень — псих»                          | Круг кинокритиков Ванкувера                  | Лучшая женская роль                                                                  | Номинация | [ 117 ] |
| 2013 | «Мой парень — псих»                          | Ассоциация кинокритиков Вашингтона           | Лучшая женская роль                                                                  | Номинация | [ 118 ] |
| 2013 | «Голодные игры»                              | Альянс женщин-киножурналистов                | Лучшая женская роль в боевике                                                        | Победа    | [ 103 ] |
| 2014 | «Афера по-американски»                       | Альянс женщин-киножурналистов                | Лучший актёрский состав                                                              | Победа    | [ 119 ] |
| 2014 | «Афера по-американски»                       | Общество кинокритиков Детройта               | Лучший актёрский состав                                                              | Победа    | [ 105 ] |
| 2014 | «Афера по-американски»                       | Национальное общество кинокритиков США       | Лучшая женская роль второго плана                                                    | Победа    | [ 120 ] |
| 2014 | «Афера по-американски»                       | Круг кинокритиков Нью-Йорка                  | Лучшая женская роль второго плана                                                    | Победа    | [ 121 ] |
| 2014 | «Афера по-американски»                       | Онлайн-кинокритики Нью-Йорка                 | Лучший актёрский состав                                                              | Победа    | [ 122 ] |
| 2014 | «Афера по-американски»                       | Общество кинокритиков Сан-Диего              | Лучший актёрский состав                                                              | Победа    | [ 123 ] |
| 2014 | «Афера по-американски»                       | Общество кинокритиков залива Сан-Франциско   | Лучшая женская роль второго плана                                                    | Победа    | [ 124 ] |
| 2014 | «Афера по-американски»                       | Ассоциация кинокритиков Торонто              | Лучшая женская роль второго плана                                                    | Победа    | [ 125 ] |
| 2014 | «Афера по-американски»                       | Круг кинокритиков Ванкувера                  | Лучшая женская роль второго плана                                                    | Победа    | [ 126 ] |
| 2014 | «Афера по-американски»                       | Общество кинокритиков Флориды                | Лучшая женская роль второго плана                                                    | 2-е место | [ 127 ] |
| 2014 | «Афера по-американски»                       | Ассоциация кинокритиков Далласа и Форт–Уэрта | Лучшая женская роль второго плана                                                    | 3-е место | [ 128 ] |
| 2014 | «Афера по-американски»                       | Альянс женщин-киножурналистов                | Лучшая женская роль второго плана                                                    | Номинация |         |
| 2014 | «Афера по-американски»                       | Ассоциация кинокритиков Чикаго               | Лучшая женская роль второго плана                                                    | Номинация | [ 129 ] |
| 2014 | «Афера по-американски»                       | Общество кинокритиков Детройта               | Лучшая женская роль второго плана                                                    | Номинация | [ 105 ] |
| 2014 | «Афера по-американски»                       | Общество кинокритиков Хьюстона               | Лучшая женская роль второго плана                                                    | Номинация | [ 130 ] |
| 2014 | «Афера по-американски»                       | Круг кинокритиков Лондона                    | Лучшая женская роль второго плана                                                    | Номинация | [ 131 ] |
| 2014 | «Афера по-американски»                       | Общество онлайн-кинокритиков                 | Лучшая женская роль второго плана                                                    | Номинация | [ 132 ] |
| 2014 | «Афера по-американски»                       | Общество кинокритиков Сан-Диего              | Лучшая женская роль второго плана                                                    | Номинация | [ 123 ] |
| 2014 | «Афера по-американски»                       | Ассоциация кинокритиков Сент-Луиса           | Лучшая женская роль второго плана                                                    | Номинация | [ 133 ] |
| 2014 | «Афера по-американски»                       | Ассоциация кинокритиков Вашингтона           | Лучшая женская роль второго плана                                                    | Номинация | [ 134 ] |
| 2014 | «Афера по-американски»                       | Ассоциация кинокритиков Вашингтона           | Лучший актёрский состав                                                              | Номинация | [ 134 ] |
| 2014 | «Голодные игры: И вспыхнет пламя»            | Альянс женщин-киножурналистов                | Лучшая женская роль в боевике                                                        | Номинация | [ 119 ] |
| 2014 | Дженнифер Лоуренс                            | Альянс женщин-киножурналистов                | Икона женщин                                                                         | Номинация | [ 119 ] |
| 2015 | «Голодные игры: Сойка-пересмешница. Часть 1» | Альянс женщин-киножурналистов                | Лучшая женская роль в боевике                                                        | Номинация | [ 135 ] |
| 2015 | «Голодные игры: Сойка-пересмешница. Часть 1» | Круг женщин-кинокритиков                     | Лучшие кадры с женщиной в кино                                                       | Победа    | [ 136 ] |
| 2016 | «Голодные игры: Сойка-пересмешница. Часть 2» | Альянс женщин-киножурналистов                | Лучшая женская роль в боевике                                                        | Номинация | [ 137 ] |
| 2016 | Дженнифер Лоуренс                            | Альянс женщин-киножурналистов                | Икона женщин                                                                         | Номинация | [ 137 ] |
| 2016 | «Джой»                                       | Общество кинокритиков Детройта               | Лучшая женская роль                                                                  | Номинация | [ 138 ] |
| 2016 | «Джой»                                       | Общество кинокритиков Детройта               | Лучший актёрский состав                                                              | Номинация | [ 138 ] |
| 2017 | «Мама!»                                      | Альянс женщин-киножурналистов                | Самая вопиющая разница в возрасте между главной ролью и наградой за любовный интерес | Номинация | [ 139 ] |
| 2017 | «Мама!»                                      | Альянс женщин-киножурналистов                | Актриса, больше всего нуждающаяся в новом агенте                                     | Номинация | [ 139 ] |
| 2017 | «Мама!»                                      | Ассоциация кинокритиков Нью-Мексико          | Лучшая женская роль                                                                  | Победа    | [ 140 ] |
| 2017 | «Мама!»                                      | Ассоциация кинокритиков Северного Техаса     | Лучшая женская роль                                                                  | Номинация | [ 141 ] |
| 2019 | «Красный воробей»                            | Альянс женщин-киножурналистов                | Актриса, больше всего нуждающаяся в новом агенте                                     | Победа    | [ 142 ] |
| 2022 | «Мост через озеро»                           | Общество кинокритиков Лас-Вегаса             | Лучшая женская роль                                                                  | Номинация | [ 143 ] |

## Комментарии
1. ↑  Некоторые группы награждения не просто присуждают одного победителя, они отмечают несколько лауреатов и занимают призовые места. Поскольку это особое признание и отличается от потери награды, упоминания, занимающие второе место, считаются победами при подсчёте наград. Для упрощения и ухода от ошибок предполагается, что каждая награда в этом списке имела предварительную номинацию.
2. 1 2 3 4 5  Вместе с актёрским составом
3. ↑  Вместе с Джошем Хатчерсоном и Александром Людвигом
4. ↑  Вместе с Джошем Хатчерсоном
5. ↑  Вместе с «Голодными играми»